# Brasão de armas de Uganda
O brasão de armas do Uganda baseia-se num escudo e lanças sobre um solo ervado.
O escudo e as lanças representam a disposição do povo Ugandês de defender o seu país. O escudo contém três imagens: a parte superior do escudo apresenta faixas onduladas azuis e brancas horizontais que representam o Lago Vitória; no centro surge um sol representativo dos dias ensolarados dos quais o Uganda goza, e no fundo, um tambor tradicional simbólico da dança e da invocação do povo para encontros e celebrações.
Como suportes, à dextra está um Kob Ugandês para representar a abundante vida selvagem. Na sinistra está uma subespécie do Grou-coroado cinzento (Balearica regulorum gibbericeps), a ave nacional do Uganda.
O escudo está assente no solo ervado, e simboliza a terra fértil. Por cima, está uma reprodução do Rio Nilo. Duas das principais colheitas, café e algodão, ladeiam o rio. Na base de tudo está o lema nacional: "Por Deus e pelo meu País".